# Laurits Klint Nielsen
Laurits Klint Nielsen mest kendt som Laurits Klint (født 2. oktober 2000) har kørt for det danske landshold i alpinski. Laurits startede sin karriere på alpinski i en alder af 12 år hvor han allerede var på juniorlandsholdet. Laurits klint Nielsen blev udtaget til det danske alpine landshold i sæsonen 2019/2020. Laurits nåede op på en verdens rangering på 2546 det år og rykkede sig hele 853 pladser i den sæson alene. Laurits karrierer tog dog et dyk i nyere tid da han holdt rekorden på holdets lowlanders for flest did not finish i træk med hele 10. Hans rekord blev dog slået af irske Isacc Cutting da han fik 13 did not finish i streg. Laurits rekord var fra december 2020 til januar 2021. Hvor Isacc tog sin rekord i 2023. I 2021 var der forhåbning om at Laurits skulle med til OL i vinterlegene i Kina men det blev dog aldrig til noget grundet et styrt hvor han brækkede hånden og skulle opereres.